# Emil Holst

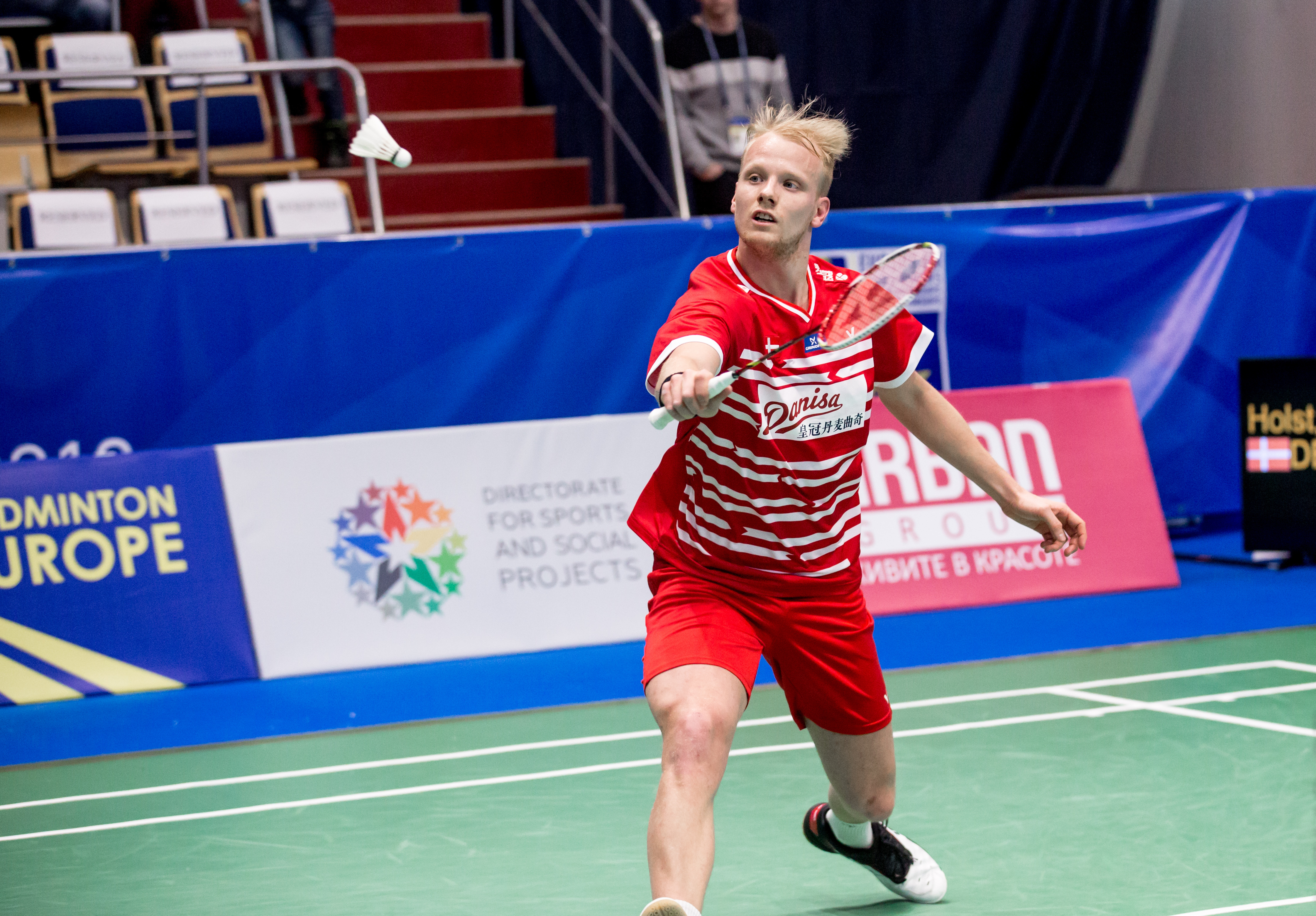
Emil Holst, 2018

Emil Holst (* 9. Januar 1991) ist ein dänischer Badmintonspieler.

## Karriere
Emil Holst gewann in Dänemark drei Juniorentitel, gefolgt von Platz fünf bei der Junioren-Weltmeisterschaft 2008 sowie Platz eins und zwei bei der Junioren-Europameisterschaft 2009. 2011 siegte er erstmals bei den Erwachsenen im Herrendoppel bei den Iceland International.

## Sportliche Erfolge
| Saison    | Veranstaltung                                    | Disziplin    | Platz | Name                                              |
| --------- | ------------------------------------------------ | ------------ | ----- | ------------------------------------------------- |
| 2006/2007 | Dänemark: Einzelmeisterschaften der Junioren U17 | Herreneinzel | 1     | Emil Holst, Solrød Strand                         |
| 2007/2008 | Dänemark: Einzelmeisterschaften der Junioren U17 | Herreneinzel | 1     | Emil Holst, Solrød                                |
| 2008/2009 | Dänemark: Einzelmeisterschaften der Junioren U19 | Herreneinzel | 1     | Emil Holst, Solrød                                |
| 2008/2009 | Dänemark: Einzelmeisterschaften der Junioren U19 | Herrendoppel | 1     | Mads Conrad-Petersen, Solrød / Emil Holst, Solrød |
| 2008      | Junioren-Weltmeisterschaft                       | Herrendoppel | 5     | Emil Holst / Steffen Rasmussen                    |
| 2009      | Junioren-Europameisterschaft                     | Herrendoppel | 2     | Emil Holst / Mads Pedersen                        |
| 2009      | Junioren-Europameisterschaft                     | Herreneinzel | 1     | Emil Holst                                        |
| 2011      | Iceland International                            | Herrendoppel | 1     | Emil Holst / Mikkel Mikkelsen                     |
| 2012      | Kharkiv International                            | Herreneinzel | 1     | Emil Holst                                        |
| 2013      | Bulgarian International                          | Herreneinzel | 1     | Emil Holst                                        |
| 2014      | Finnish Open                                     | Herreneinzel | 1     | Emil Holst                                        |
| 2015      | Europaspiele 2015                                | Herreneinzel | 2     | Emil Holst                                        |